# 马蒂格新堡
马蒂格新堡（法語：Châteauneuf-les-Martigues，法語發音：[ʃatonœf lɛ maʁtiɡ]）是法国罗讷河口省的一个市镇，位于该省中西部，属于伊斯特尔区。

## 地名
该地名意即为“马蒂格附近的新堡”。

## 地理
马蒂格新堡（43°22'59"N, 5°9'51"E）面积31.65 平方千米，位于法国普罗旺斯-阿尔卑斯-蓝色海岸大区罗讷河口省，该省份为法国东南部沿海省份，北起沃克吕兹省，西接加尔省，南濒地中海，东临瓦尔省。
与马蒂格新堡接壤的市镇（或旧市镇、城区）包括：卡里勒鲁埃、昂叙埃斯拉勒多讷、日尼亚克拉内特、马里尼亚讷、马蒂格、索塞莱潘、贝尔莱唐。
马蒂格新堡的时区为UTC+01:00、UTC+02:00（夏令时）。

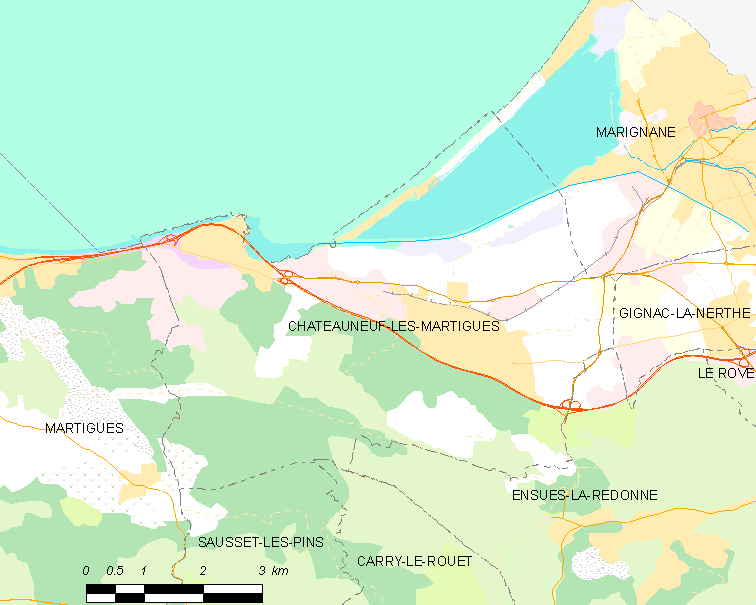
马蒂格新堡的OSM定位图

## 行政
马蒂格新堡的邮政编码为13220，INSEE市镇编码为13026。

## 政治
马蒂格新堡所属的省级选区为马里尼亚讷县。

## 人口

1962-2008年间马蒂格新堡人口变化图示

马蒂格新堡于2022年1月1日时的人口数量为18364人。